# Okręgowe rozgrywki w piłce nożnej woj. białostockiego, łomżyńskiego, suwalskiego (1981/1982)
48. Edycja okręgowych rozgrywek w piłce nożnej województwa białostockiego

6. Edycja okręgowych rozgrywek w piłce nożnej województwa łomżyńskiego i suwalskiego

Okręgowe rozgrywki w piłce nożnej województwa białostockiego, łomżyńskiego, suwalskiego prowadzone są przez okręgowe związki piłki nożnej: białostocki, łomżyński i suwalski.
Mistrzostwo okręgu :

- białostockiego zdobył Sokół Sokółka.

- łomżyńskiego, ostrołęckiego i ciechanowskiego zdobyła Olimpia Zambrów.

- suwalskiego zdobyła Rominta Gołdap.

Puchar Polski okręgu:

- białostockiego zdobyła Gwardia Białystok

- łomżyńskiego zdobyła Olimpia Zambrów

- suwalskiego zdobyły Wigry Suwałki.
Drużyny z województwa białostockiego, łomżyńskiego i suwalskiego występujące w centralnych i makroregionalnych poziomach rozgrywkowych:
- 1 Liga - brak
- 2 Liga - brak
- 3 Liga (tzw. klasa "M" międzywojewódzka) - Jagiellonia Białystok, Mazur Ełk, Śniardwy Orzysz, Wigry Suwałki, Włókniarz Białystok.

| Rozgrywki       | Poziomy rozgrywkowe w sezonie 1981/82 | Poziomy rozgrywkowe w sezonie 1981/82               | Poziomy rozgrywkowe w sezonie 1981/82               | Poziomy rozgrywkowe w sezonie 1981/82               | Poziomy rozgrywkowe w sezonie 1981/82               | Poziomy rozgrywkowe w sezonie 1981/82               | Poziomy rozgrywkowe w sezonie 1981/82               | Poziomy rozgrywkowe w sezonie 1981/82               | Poziomy rozgrywkowe w sezonie 1981/82               | Poziomy rozgrywkowe w sezonie 1981/82               | Poziomy rozgrywkowe w sezonie 1981/82               | Poziomy rozgrywkowe w sezonie 1981/82               | Poziomy rozgrywkowe w sezonie 1981/82               | Poziomy rozgrywkowe w sezonie 1981/82               | Poziomy rozgrywkowe w sezonie 1981/82               | Poziomy rozgrywkowe w sezonie 1981/82               | Poziomy rozgrywkowe w sezonie 1981/82               | Poziomy rozgrywkowe w sezonie 1981/82               | Poziomy rozgrywkowe w sezonie 1981/82               | Poziomy rozgrywkowe w sezonie 1981/82               | Poziomy rozgrywkowe w sezonie 1981/82               | Poziomy rozgrywkowe w sezonie 1981/82               | Poziomy rozgrywkowe w sezonie 1981/82               | Poziomy rozgrywkowe w sezonie 1981/82               | Poziomy rozgrywkowe w sezonie 1981/82               | Poziomy rozgrywkowe w sezonie 1981/82               | Poziomy rozgrywkowe w sezonie 1981/82               | Poziomy rozgrywkowe w sezonie 1981/82               | Poziomy rozgrywkowe w sezonie 1981/82               | Poziomy rozgrywkowe w sezonie 1981/82               | Poziomy rozgrywkowe w sezonie 1981/82               | Poziomy rozgrywkowe w sezonie 1981/82               | Poziomy rozgrywkowe w sezonie 1981/82               | Poziomy rozgrywkowe w sezonie 1981/82               | Poziomy rozgrywkowe w sezonie 1981/82               | Poziomy rozgrywkowe w sezonie 1981/82               | Poziomy rozgrywkowe w sezonie 1981/82               | Poziomy rozgrywkowe w sezonie 1981/82               | Poziomy rozgrywkowe w sezonie 1981/82               | Poziomy rozgrywkowe w sezonie 1981/82               | Poziomy rozgrywkowe w sezonie 1981/82               | Poziomy rozgrywkowe w sezonie 1981/82               | Poziomy rozgrywkowe w sezonie 1981/82               | Poziomy rozgrywkowe w sezonie 1981/82               | Poziomy rozgrywkowe w sezonie 1981/82               | Poziomy rozgrywkowe w sezonie 1981/82               | Poziomy rozgrywkowe w sezonie 1981/82               | Poziomy rozgrywkowe w sezonie 1981/82               | Poziomy rozgrywkowe w sezonie 1981/82               | Poziomy rozgrywkowe w sezonie 1981/82               | Poziomy rozgrywkowe w sezonie 1981/82               | Poziomy rozgrywkowe w sezonie 1981/82               | Poziomy rozgrywkowe w sezonie 1981/82               | Poziomy rozgrywkowe w sezonie 1981/82               | Poziomy rozgrywkowe w sezonie 1981/82               | Poziomy rozgrywkowe w sezonie 1981/82               | Poziomy rozgrywkowe w sezonie 1981/82               | Poziomy rozgrywkowe w sezonie 1981/82               | Poziomy rozgrywkowe w sezonie 1981/82               | Poziomy rozgrywkowe w sezonie 1981/82               | Poziomy rozgrywkowe w sezonie 1981/82               |
| --------------- | ------------------------------------- | --------------------------------------------------- | --------------------------------------------------- | --------------------------------------------------- | --------------------------------------------------- | --------------------------------------------------- | --------------------------------------------------- | --------------------------------------------------- | --------------------------------------------------- | --------------------------------------------------- | --------------------------------------------------- | --------------------------------------------------- | --------------------------------------------------- | --------------------------------------------------- | --------------------------------------------------- | --------------------------------------------------- | --------------------------------------------------- | --------------------------------------------------- | --------------------------------------------------- | --------------------------------------------------- | --------------------------------------------------- | --------------------------------------------------- | --------------------------------------------------- | --------------------------------------------------- | --------------------------------------------------- | --------------------------------------------------- | --------------------------------------------------- | --------------------------------------------------- | --------------------------------------------------- | --------------------------------------------------- | --------------------------------------------------- | --------------------------------------------------- | --------------------------------------------------- | --------------------------------------------------- | --------------------------------------------------- | --------------------------------------------------- | --------------------------------------------------- | --------------------------------------------------- | --------------------------------------------------- | --------------------------------------------------- | --------------------------------------------------- | --------------------------------------------------- | --------------------------------------------------- | --------------------------------------------------- | --------------------------------------------------- | --------------------------------------------------- | --------------------------------------------------- | --------------------------------------------------- | --------------------------------------------------- | --------------------------------------------------- | --------------------------------------------------- | --------------------------------------------------- | --------------------------------------------------- | --------------------------------------------------- | --------------------------------------------------- | --------------------------------------------------- | --------------------------------------------------- | --------------------------------------------------- | --------------------------------------------------- | --------------------------------------------------- | --------------------------------------------------- |
| Centralne       | I poziom ligowy                       | I Liga                                              | I Liga                                              | I Liga                                              | I Liga                                              | I Liga                                              | I Liga                                              | I Liga                                              | I Liga                                              | I Liga                                              | I Liga                                              | I Liga                                              | I Liga                                              | I Liga                                              | I Liga                                              | I Liga                                              | I Liga                                              | I Liga                                              | I Liga                                              | I Liga                                              | I Liga                                              | I Liga                                              | I Liga                                              | I Liga                                              | I Liga                                              | I Liga                                              | I Liga                                              | I Liga                                              | I Liga                                              | I Liga                                              | I Liga                                              | I Liga                                              | I Liga                                              | I Liga                                              | I Liga                                              | I Liga                                              | I Liga                                              | I Liga                                              | I Liga                                              | I Liga                                              | I Liga                                              | I Liga                                              | I Liga                                              | I Liga                                              | I Liga                                              | I Liga                                              | I Liga                                              | I Liga                                              | I Liga                                              | I Liga                                              | I Liga                                              | I Liga                                              | I Liga                                              | I Liga                                              | I Liga                                              | I Liga                                              | I Liga                                              | I Liga                                              | I Liga                                              | I Liga                                              | I Liga                                              |
| Centralne       | II poziom ligowy                      | II Liga - gr.I                                      | II Liga - gr.I                                      | II Liga - gr.I                                      | II Liga - gr.I                                      | II Liga - gr.I                                      | II Liga - gr.I                                      | II Liga - gr.I                                      | II Liga - gr.I                                      | II Liga - gr.I                                      | II Liga - gr.I                                      | II Liga - gr.I                                      | II Liga - gr.I                                      | II Liga - gr.I                                      | II Liga - gr.I                                      | II Liga - gr.I                                      | II Liga - gr.I                                      | II Liga - gr.I                                      | II Liga - gr.I                                      | II Liga - gr.I                                      | II Liga - gr.I                                      | II Liga - gr.I                                      | II Liga - gr.I                                      | II Liga - gr.I                                      | II Liga - gr.I                                      | II Liga - gr.I                                      | II Liga - gr.I                                      | II Liga - gr.I                                      | II Liga - gr.I                                      | II Liga - gr.I                                      | II Liga - gr.I                                      | II Liga - gr.II                                     | II Liga - gr.II                                     | II Liga - gr.II                                     | II Liga - gr.II                                     | II Liga - gr.II                                     | II Liga - gr.II                                     | II Liga - gr.II                                     | II Liga - gr.II                                     | II Liga - gr.II                                     | II Liga - gr.II                                     | II Liga - gr.II                                     | II Liga - gr.II                                     | II Liga - gr.II                                     | II Liga - gr.II                                     | II Liga - gr.II                                     | II Liga - gr.II                                     | II Liga - gr.II                                     | II Liga - gr.II                                     | II Liga - gr.II                                     | II Liga - gr.II                                     | II Liga - gr.II                                     | II Liga - gr.II                                     | II Liga - gr.II                                     | II Liga - gr.II                                     | II Liga - gr.II                                     | II Liga - gr.II                                     | II Liga - gr.II                                     | II Liga - gr.II                                     | II Liga - gr.II                                     | II Liga - gr.II                                     |
| Makroregionalne | III poziom ligowy                     | III Liga - 4 grup (tzw. klasa "M" międzywojewódzka) | III Liga - 4 grup (tzw. klasa "M" międzywojewódzka) | III Liga - 4 grup (tzw. klasa "M" międzywojewódzka) | III Liga - 4 grup (tzw. klasa "M" międzywojewódzka) | III Liga - 4 grup (tzw. klasa "M" międzywojewódzka) | III Liga - 4 grup (tzw. klasa "M" międzywojewódzka) | III Liga - 4 grup (tzw. klasa "M" międzywojewódzka) | III Liga - 4 grup (tzw. klasa "M" międzywojewódzka) | III Liga - 4 grup (tzw. klasa "M" międzywojewódzka) | III Liga - 4 grup (tzw. klasa "M" międzywojewódzka) | III Liga - 4 grup (tzw. klasa "M" międzywojewódzka) | III Liga - 4 grup (tzw. klasa "M" międzywojewódzka) | III Liga - 4 grup (tzw. klasa "M" międzywojewódzka) | III Liga - 4 grup (tzw. klasa "M" międzywojewódzka) | III Liga - 4 grup (tzw. klasa "M" międzywojewódzka) | III Liga - 4 grup (tzw. klasa "M" międzywojewódzka) | III Liga - 4 grup (tzw. klasa "M" międzywojewódzka) | III Liga - 4 grup (tzw. klasa "M" międzywojewódzka) | III Liga - 4 grup (tzw. klasa "M" międzywojewódzka) | III Liga - 4 grup (tzw. klasa "M" międzywojewódzka) | III Liga - 4 grup (tzw. klasa "M" międzywojewódzka) | III Liga - 4 grup (tzw. klasa "M" międzywojewódzka) | III Liga - 4 grup (tzw. klasa "M" międzywojewódzka) | III Liga - 4 grup (tzw. klasa "M" międzywojewódzka) | III Liga - 4 grup (tzw. klasa "M" międzywojewódzka) | III Liga - 4 grup (tzw. klasa "M" międzywojewódzka) | III Liga - 4 grup (tzw. klasa "M" międzywojewódzka) | III Liga - 4 grup (tzw. klasa "M" międzywojewódzka) | III Liga - 4 grup (tzw. klasa "M" międzywojewódzka) | III Liga - 4 grup (tzw. klasa "M" międzywojewódzka) | III Liga - 4 grup (tzw. klasa "M" międzywojewódzka) | III Liga - 4 grup (tzw. klasa "M" międzywojewódzka) | III Liga - 4 grup (tzw. klasa "M" międzywojewódzka) | III Liga - 4 grup (tzw. klasa "M" międzywojewódzka) | III Liga - 4 grup (tzw. klasa "M" międzywojewódzka) | III Liga - 4 grup (tzw. klasa "M" międzywojewódzka) | III Liga - 4 grup (tzw. klasa "M" międzywojewódzka) | III Liga - 4 grup (tzw. klasa "M" międzywojewódzka) | III Liga - 4 grup (tzw. klasa "M" międzywojewódzka) | III Liga - 4 grup (tzw. klasa "M" międzywojewódzka) | III Liga - 4 grup (tzw. klasa "M" międzywojewódzka) | III Liga - 4 grup (tzw. klasa "M" międzywojewódzka) | III Liga - 4 grup (tzw. klasa "M" międzywojewódzka) | III Liga - 4 grup (tzw. klasa "M" międzywojewódzka) | III Liga - 4 grup (tzw. klasa "M" międzywojewódzka) | III Liga - 4 grup (tzw. klasa "M" międzywojewódzka) | III Liga - 4 grup (tzw. klasa "M" międzywojewódzka) | III Liga - 4 grup (tzw. klasa "M" międzywojewódzka) | III Liga - 4 grup (tzw. klasa "M" międzywojewódzka) | III Liga - 4 grup (tzw. klasa "M" międzywojewódzka) | III Liga - 4 grup (tzw. klasa "M" międzywojewódzka) | III Liga - 4 grup (tzw. klasa "M" międzywojewódzka) | III Liga - 4 grup (tzw. klasa "M" międzywojewódzka) | III Liga - 4 grup (tzw. klasa "M" międzywojewódzka) | III Liga - 4 grup (tzw. klasa "M" międzywojewódzka) | III Liga - 4 grup (tzw. klasa "M" międzywojewódzka) | III Liga - 4 grup (tzw. klasa "M" międzywojewódzka) | III Liga - 4 grup (tzw. klasa "M" międzywojewódzka) | III Liga - 4 grup (tzw. klasa "M" międzywojewódzka) | III Liga - 4 grup (tzw. klasa "M" międzywojewódzka) |
|                 |                                       | OZPN Białystok                                      | OZPN Białystok                                      | OZPN Białystok                                      | OZPN Białystok                                      | OZPN Białystok                                      | OZPN Białystok                                      | OZPN Białystok                                      | OZPN Białystok                                      | OZPN Białystok                                      | OZPN Białystok                                      | OZPN Białystok                                      | OZPN Białystok                                      | OZPN Białystok                                      | OZPN Białystok                                      | OZPN Białystok                                      | OZPN Białystok                                      | OZPN Białystok                                      | OZPN Białystok                                      | OZPN Białystok                                      | OZPN Białystok                                      | OZPN Łomża                                          | OZPN Łomża                                          | OZPN Łomża                                          | OZPN Łomża                                          | OZPN Łomża                                          | OZPN Łomża                                          | OZPN Łomża                                          | OZPN Łomża                                          | OZPN Łomża                                          | OZPN Łomża                                          | OZPN Łomża                                          | OZPN Łomża                                          | OZPN Łomża                                          | OZPN Łomża                                          | OZPN Łomża                                          | OZPN Łomża                                          | OZPN Łomża                                          | OZPN Łomża                                          | OZPN Łomża                                          | OZPN Łomża                                          | OZPN Suwałki                                        | OZPN Suwałki                                        | OZPN Suwałki                                        | OZPN Suwałki                                        | OZPN Suwałki                                        | OZPN Suwałki                                        | OZPN Suwałki                                        | OZPN Suwałki                                        | OZPN Suwałki                                        | OZPN Suwałki                                        | OZPN Suwałki                                        | OZPN Suwałki                                        | OZPN Suwałki                                        | OZPN Suwałki                                        | OZPN Suwałki                                        | OZPN Suwałki                                        | OZPN Suwałki                                        | OZPN Suwałki                                        | OZPN Suwałki                                        | OZPN Suwałki                                        |
| Okręgowe        | IV poziom ligowy                      | Klasa Okręgowa (białostocka)                        | Klasa Okręgowa (białostocka)                        | Klasa Okręgowa (białostocka)                        | Klasa Okręgowa (białostocka)                        | Klasa Okręgowa (białostocka)                        | Klasa Okręgowa (białostocka)                        | Klasa Okręgowa (białostocka)                        | Klasa Okręgowa (białostocka)                        | Klasa Okręgowa (białostocka)                        | Klasa Okręgowa (białostocka)                        | Klasa Okręgowa (białostocka)                        | Klasa Okręgowa (białostocka)                        | Klasa Okręgowa (białostocka)                        | Klasa Okręgowa (białostocka)                        | Klasa Okręgowa (białostocka)                        | Klasa Okręgowa (białostocka)                        | Klasa Okręgowa (białostocka)                        | Klasa Okręgowa (białostocka)                        | Klasa Okręgowa (białostocka)                        | Klasa Okręgowa (białostocka)                        | Klasa Okręgowa (łomża+ostroł.+ciech.)               | Klasa Okręgowa (łomża+ostroł.+ciech.)               | Klasa Okręgowa (łomża+ostroł.+ciech.)               | Klasa Okręgowa (łomża+ostroł.+ciech.)               | Klasa Okręgowa (łomża+ostroł.+ciech.)               | Klasa Okręgowa (łomża+ostroł.+ciech.)               | Klasa Okręgowa (łomża+ostroł.+ciech.)               | Klasa Okręgowa (łomża+ostroł.+ciech.)               | Klasa Okręgowa (łomża+ostroł.+ciech.)               | Klasa Okręgowa (łomża+ostroł.+ciech.)               | Klasa Okręgowa (łomża+ostroł.+ciech.)               | Klasa Okręgowa (łomża+ostroł.+ciech.)               | Klasa Okręgowa (łomża+ostroł.+ciech.)               | Klasa Okręgowa (łomża+ostroł.+ciech.)               | Klasa Okręgowa (łomża+ostroł.+ciech.)               | Klasa Okręgowa (łomża+ostroł.+ciech.)               | Klasa Okręgowa (łomża+ostroł.+ciech.)               | Klasa Okręgowa (łomża+ostroł.+ciech.)               | Klasa Okręgowa (łomża+ostroł.+ciech.)               | Klasa Okręgowa (łomża+ostroł.+ciech.)               | Klasa Okręgowa (suwalska)                           | Klasa Okręgowa (suwalska)                           | Klasa Okręgowa (suwalska)                           | Klasa Okręgowa (suwalska)                           | Klasa Okręgowa (suwalska)                           | Klasa Okręgowa (suwalska)                           | Klasa Okręgowa (suwalska)                           | Klasa Okręgowa (suwalska)                           | Klasa Okręgowa (suwalska)                           | Klasa Okręgowa (suwalska)                           | Klasa Okręgowa (suwalska)                           | Klasa Okręgowa (suwalska)                           | Klasa Okręgowa (suwalska)                           | Klasa Okręgowa (suwalska)                           | Klasa Okręgowa (suwalska)                           | Klasa Okręgowa (suwalska)                           | Klasa Okręgowa (suwalska)                           | Klasa Okręgowa (suwalska)                           | Klasa Okręgowa (suwalska)                           | Klasa Okręgowa (suwalska)                           |
| Okręgowe        | V poziom ligowy                       | Klasa A (białostocka)                               | Klasa A (białostocka)                               | Klasa A (białostocka)                               | Klasa A (białostocka)                               | Klasa A (białostocka)                               | Klasa A (białostocka)                               | Klasa A (białostocka)                               | Klasa A (białostocka)                               | Klasa A (białostocka)                               | Klasa A (białostocka)                               | Klasa A (białostocka)                               | Klasa A (białostocka)                               | Klasa A (białostocka)                               | Klasa A (białostocka)                               | Klasa A (białostocka)                               | Klasa A (białostocka)                               | Klasa A (białostocka)                               | Klasa A (białostocka)                               | Klasa A (białostocka)                               | Klasa A (białostocka)                               | Klasa A (łomżyńska)                                 | Klasa A (łomżyńska)                                 | Klasa A (łomżyńska)                                 | Klasa A (łomżyńska)                                 | Klasa A (łomżyńska)                                 | Klasa A (łomżyńska)                                 | Klasa A (łomżyńska)                                 | Klasa A (łomżyńska)                                 | Klasa A (łomżyńska)                                 | Klasa A (łomżyńska)                                 | Klasa A (łomżyńska)                                 | Klasa A (łomżyńska)                                 | Klasa A (łomżyńska)                                 | Klasa A (łomżyńska)                                 | Klasa A (łomżyńska)                                 | Klasa A (łomżyńska)                                 | Klasa A (łomżyńska)                                 | Klasa A (łomżyńska)                                 | Klasa A (łomżyńska)                                 | Klasa A (łomżyńska)                                 | Klasa A (suwalska)                                  | Klasa A (suwalska)                                  | Klasa A (suwalska)                                  | Klasa A (suwalska)                                  | Klasa A (suwalska)                                  | Klasa A (suwalska)                                  | Klasa A (suwalska)                                  | Klasa A (suwalska)                                  | Klasa A (suwalska)                                  | Klasa A (suwalska)                                  | Klasa A (suwalska)                                  | Klasa A (suwalska)                                  | Klasa A (suwalska)                                  | Klasa A (suwalska)                                  | Klasa A (suwalska)                                  | Klasa A (suwalska)                                  | Klasa A (suwalska)                                  | Klasa A (suwalska)                                  | Klasa A (suwalska)                                  | Klasa A (suwalska)                                  |
| Okręgowe        | VI poziom ligowy                      | Klasa B (gr.I)                                      | Klasa B (gr.I)                                      | Klasa B (gr.I)                                      | Klasa B (gr.I)                                      | Klasa B (gr.I)                                      | Klasa B (gr.I)                                      | Klasa B (gr.I)                                      | Klasa B (gr.I)                                      | Klasa B (gr.I)                                      | Klasa B (gr.I)                                      | Klasa B (gr.II)                                     | Klasa B (gr.II)                                     | Klasa B (gr.II)                                     | Klasa B (gr.II)                                     | Klasa B (gr.II)                                     | Klasa B (gr.II)                                     | Klasa B (gr.II)                                     | Klasa B (gr.II)                                     | Klasa B (gr.II)                                     | Klasa B (gr.II)                                     |                                                     |                                                     |                                                     |                                                     |                                                     |                                                     |                                                     |                                                     |                                                     |                                                     |                                                     |                                                     |                                                     |                                                     |                                                     |                                                     |                                                     |                                                     |                                                     |                                                     |                                                     |                                                     |                                                     |                                                     |                                                     |                                                     |                                                     |                                                     |                                                     |                                                     |                                                     |                                                     |                                                     |                                                     |                                                     |                                                     |                                                     |                                                     |                                                     |                                                     |

## Klasa Okręgowa - IV poziom rozgrywkowy
Grupa białostocka
| Poz. | Drużyna                    | M  | Z  | R | P  | Bramki | Punkty |
| ---- | -------------------------- | -- | -- | - | -- | ------ | ------ |
| 1    | Sokół Sokółka              | 22 | 16 | 4 | 2  | 65-26  | 36     |
| 2    | Tur Bielsk Podlaski        | 22 | 15 | 6 | 1  | 58-18  | 36     |
| 3    | Pogoń Łapy                 | 22 | 14 | 2 | 6  | 52-21  | 30     |
| 4    | Husar Nurzec               | 22 | 10 | 4 | 8  | 43-29  | 24     |
| 5    | Włókniarz Wasilków         | 22 | 8  | 3 | 11 | 42-53  | 19     |
| 6    | Skra Czarna Białostocka    | 22 | 9  | 1 | 12 | 42-69  | 19     |
| 7    | Ognisko Białystok          | 22 | 7  | 4 | 11 | 33-43  | 18     |
| 8    | Lampart Nowe Aleksandrowo  | 22 | 6  | 6 | 10 | 31-52  | 18     |
| 9    | Puszcza Hajnówka           | 22 | 7  | 3 | 12 | 45-56  | 17     |
| 10   | Jagiellonia II Białystok   | 22 | 5  | 6 | 11 | 34-46  | 16     |
| 11   | Włókniarz II Białystok (b) | 22 | 6  | 4 | 12 | 38-50  | 16     |
| 12   | Supraślanka Supraśl (b)    | 22 | 5  | 5 | 12 | 34-54  | 15     |

Grupa łomżyńsko-ostrołęcko-ciechanowska
| Poz. | Drużyna                     | M  | Z  | R | P | Bramki | Punkty | Ł/O/C |
| ---- | --------------------------- | -- | -- | - | - | ------ | ------ | ----- |
| 1    | Olimpia Zambrów             | 22 | 15 | 5 | 2 | 39-13  | 35     | Ł     |
| 2    | ŁKS Łomża                   | 22 | 15 | 1 | 6 | 38-25  | 31     | Ł     |
| 3    | ZWAR Przasnysz              | 22 | -  | - | - | 51-22  | 30     | O     |
| 4    | Mławianka Mława             | 22 | -  | - | - | 48-20  | 29     | C     |
| 5    | Mazovia Ciechanów           | 22 | -  | - | - | 53-27  | 29     | C     |
| 6    | Bug Wyszków                 | 22 | -  | - | - | 41-23  | 26     | O     |
| 7    | Błękitni Raciąż             | 22 | -  | - | - | 39-35  | 21     | C     |
| 8    | Makowianka Maków Mazowiecki | 22 | -  | - | - | 37-37  | 20     | O     |
| 9    | Grom Czerwony Bór (b)       | 22 | 7  | 6 | 9 | 29-32  | 20     | Ł     |
| 10   | MZKS Płońsk                 | 22 | -  | - | - | 29-54  | 12     | C     |
| 11   | Ostrovia Ostrów Mazowiecka  | 22 | -  | - | - | 19-59  | 7      | O     |
| 12   | Narew II Ostrołęka          | 22 | -  | - | - | 9-85   | 4      | O     |

Grupa suwalska
| Poz. | Drużyna                | M  | Z  | R | P  | Bramki | Punkty |
| ---- | ---------------------- | -- | -- | - | -- | ------ | ------ |
| 1    | Rominta Gołdap         | 20 | 16 | 4 | 0  | 105-14 | 36     |
| 2    | Mazur Pisz             | 20 | 12 | 4 | 4  | 48-28  | 28     |
| 3    | Mamry Giżycko          | 20 | 10 | 4 | 6  | 56-26  | 24     |
| 4    | MKS Mikołajki-Woźnice  | 20 | 10 | 3 | 7  | 41-28  | 23     |
| 5    | Nida Ruciane-Nida      | 20 | 10 | 3 | 7  | 48-39  | 23     |
| 6    | Jurand Bemowo Piskie   | 20 | 9  | 5 | 6  | 48-51  | 23     |
| 7    | Wigry II Suwałki       | 20 | 6  | 5 | 9  | 39-49  | 17     |
| 8    | Sparta Augustów        | 20 | 4  | 5 | 11 | 50-61  | 13     |
| 9    | Mazur II Ełk           | 20 | 6  | 1 | 13 | 40-72  | 13     |
| 10   | Pomorzan Prostki       | 20 | 6  | 1 | 13 | 28-57  | 13     |
| 11   | Meprozet Orzysz (b)    | 20 | 2  | 3 | 15 | 22-73  | 7      |
| 12   | Śniardwy II Orzysz (b) |    |    |   |    |        |        |

- Śniardwy II Orzysz wycofało się z rozgrywek, wyniki meczów anulowano.

## Klasa A - V poziom rozgrywkowy
Grupa białostocka
| Poz. | Drużyna                          | M  | Z | R | P | Bramki | Punkty |
| ---- | -------------------------------- | -- | - | - | - | ------ | ------ |
| 1    | Gwardia Białystok (s)            | 18 |   |   |   | b.d.   | 32     |
| 2    | Kolejarz Czeremcha               | 18 |   |   |   | b.d.   | 30     |
| 3    | Narew Choroszcz                  | 18 |   |   |   | b.d.   | 23     |
| 4    | Żubr Drohiczyn                   | 18 |   |   |   | b.d.   | 22     |
| 5    | Start Białystok                  | 18 |   |   |   | b.d.   | 17     |
| 6    | Kora Korycin                     | 18 |   |   |   | b.d.   | 16     |
| 7    | Promień Mońki                    | 18 |   |   |   | b.d.   | 15     |
| 8    | Husar II Nurzec                  | 18 |   |   |   | b.d.   | 12     |
| 9    | Lampart II Nowe Aleksandrowo (b) | 18 |   |   |   | b.d.   | 12     |
| 10   | Las Narewka                      | 18 |   |   |   | b.d.   | 3      |

Grupa łomżyńska
| Poz. | Drużyna                      | M  | Z | R | P | Bramki | Punkty |
| ---- | ---------------------------- | -- | - | - | - | ------ | ------ |
| 1    | Warmia Grajewo (s)           | 18 | - | - | - | 80-22  | 31     |
| 2    | Bawełna Łomża (b)            | 18 | - | - | - | 77-21  | 31     |
| 3    | Unia Ciechanowiec            | 18 | - | - | - | 47-43  | 23     |
| 4    | Orzeł Kolno                  | 18 | - | - | - | 61-35  | 21     |
| 5    | Smolniki Stawiski            | 18 | - | - | - | 33-32  | 18     |
| 6    | Ruch Wysokie Mazowieckie (b) | 18 | - | - | - | 33-49  | 15     |
| 7    | Sparta Szepietowo (s)        | 18 | - | - | - | 39-59  | 14     |
| 8    | Wissa Szczuczyn              | 18 | - | - | - | 33-48  | 12     |
| 7    | Victoria Jedwabne            | 18 | - | - | - | 26-63  | 12     |
| 8    | Ziemowit Nowogród            | 18 | - | - | - | 26-87  | 3      |

- Bawełna Łomża awans po eliminacjach.

Grupa suwalska 
| Poz. | Drużyna                   | M | Z | R | P | Bramki | Punkty |
| ---- | ------------------------- | - | - | - | - | ------ | ------ |
| 1    | Mazur Wydminy             |   |   |   |   | b.d.   | b.d.   |
| ?    | Czarni Olecko (s)         |   |   |   |   | b.d.   | b.d.   |
| ?    | Znicz Biała Piska         |   |   |   |   | b.d.   | b.d.   |
| ?    | Pogoń Ryn                 |   |   |   |   | b.d.   | b.d.   |
| ?    | Orkan Drygały             |   |   |   |   | b.d.   | b.d.   |
| ?    | Polonia Raczki            |   |   |   |   | b.d.   | b.d.   |
| ?    | Kormoran Bystry           |   |   |   |   | b.d.   | b.d.   |
| ?    | Tęcza Oracze-Wityny       |   |   |   |   | b.d.   | b.d.   |
| ?    | Pogoń Banie Mazurskie (?) |   |   |   |   | b.d.   | b.d.   |
| ?    | Unia SJ Kruszewo (?)      |   |   |   |   | b.d.   | b.d.   |
| ?    | Polonez Nowa Wieś (?)     |   |   |   |   | b.d.   | b.d.   |
| ?    | Orzeł Orla Jucha (?)      |   |   |   |   | b.d.   | b.d.   |

- Brak końcowej tabeli, awans Mazura Wydminy.

## Klasa B - VI poziom rozgrywkowy
Białostocka - gr.I
| Poz. | Drużyna              | M | Z | R | P | Bramki | Punkty |
| ---- | -------------------- | - | - | - | - | ------ | ------ |
| 1    | Cresovia Siemiatycze |   |   |   |   | b.d.   | b.d.   |
| 2    | Iskra Narew          |   |   |   |   | b.d.   | b.d.   |
| 3    |                      |   |   |   |   | b.d.   | b.d.   |
| 4    |                      |   |   |   |   | b.d.   | b.d.   |

Białostocka - gr.II
| Poz. | Drużyna                        | M | Z | R | P | Bramki | Punkty |
| ---- | ------------------------------ | - | - | - | - | ------ | ------ |
| 1    | Pogranicze Kuźnica Białostocka |   |   |   |   | b.d.   | b.d.   |
| 2    | Sokół II Sokółka               |   |   |   |   | b.d.   | b.d.   |
| 3    |                                |   |   |   |   | b.d.   | b.d.   |
| 4    |                                |   |   |   |   | b.d.   | b.d.   |

## Puchar Polski – rozgrywki okręgowe
- BOZPN – Gwardia Białystok : Puszcza Hajnówka 7:1
- ŁOZPN – Olimpia Zambrów : Grom Czerwony Bór 1:1 (3:2)karne
- SOZPN – Wigry Suwałki : Mazur Ełk 1:1 (5:3)karne